# Llyn Celyn
Llyn Celyn és un embassament construït entre 1960 i 1965 que inclou la molt controvertida inundació de Tryweryn a la vall del riu Tryweryn al comtat de Gwynedd, Gal·les. Això va incloure l'expulsió per la força dels residents del poble de Capel Celyn malgrat les protestes generals i l'oposició dels diputats gal·lesos del Parlament del Regne Unit.
Mesura aproximadament 4,0 km de llarg per 1,6 km d'ample i té una profunditat màxima de 43 metres, amb una capacitat de contenir 71.200.000 metres cúbics d'aigua.
Originàriament s'havia de anomenar Llyn Tryweryn Mawr (que significa "gran llac Tryweryn"), però el setembre de 1964 la Liverpool Corporation va acceptar el canvi de nom després d'una carta del Comitè de Defensa de Tryweryn.

## Construcció i oposició

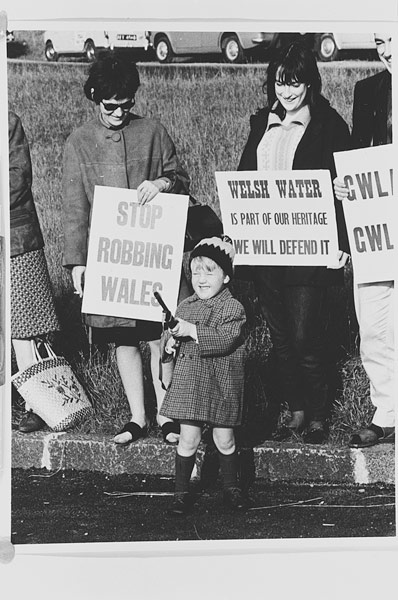
Protestes durant la inauguració de l'embassament.

La construcció de l'embassament per la Liverpool Corporation Waterworks va implicar la inundació del poble de Capel Celyn i les terres de conreu adjacents, un moviment profundament controvertit. Gran part de l'oposició es va produir perquè el poble era un reducte de la cultura i la llengua gal·lesa, mentre que l'embassament s'estava construint per subministrar aigua a la ciutat de Liverpool i zones de la península de Wirral, en lloc de Gal·les.
El projecte de llei sobre l'embassament de Tryweryn de Liverpool Corporation es va presentar al Parlament britànic com a projecte de llei privat el gener de 1957; en obtenir l'autoritat mitjançant aquesta llei del Parlament, l'Ajuntament de Liverpool va poder evitar haver d'obtenir el consentiment de les autoritats de planificació gal·leses.
La legislació que permetia la construcció de l'embassament es va aprovar finalment, malgrat les protestes massives a Gal·les, les marxes per Liverpool dels residents de Capel Celyn i els seus partidaris, i l'oposició de 35 dels 36 membres del Parlament gal·les, amb l'abstenció de David Llywelyn, diputat conservador de Cardiff Nord. Això va provocar un augment del suport al partit nacionalista gal·lès, Plaid Cymru, a finals de la dècada de 1950.
La inauguració oficial de l'embassament es va celebrar el 28 d'octubre de 1965. Van venir representants de l'Ajuntament de Liverpool, i es van enviar invitacions a tothom que tenia vincles familiars a la vall. Davant la protesta prevista, hi va haver una forta presència policial. La cerimònia va durar menys de tres minuts, ja que els manifestants van tallar els cables del micròfon, i els cants dels centenars de manifestants van fer que els discursos fossin inaudibles. L'octubre de 2005, l'Ajuntament de Liverpool va emetre una disculpa pública.

## Funcionament
L'embassament es va construir per ajudar a mantenir el cabal al riu Dee, de manera que l'aigua potable es pogués extreure aigües avall. Una de les extraccions es fa a la planta de tractament d'aigua de Huntington a Chester, operada per United Utilities, que subministra aigua a Liverpool i la península de Wirral.
L'aigua s'allibera de l'embassament al riu Tryweryn que desemboca al riu Dee. La major part de l'aigua passa per una petita central hidroelèctrica per subministrar electricitat verda a la xarxa nacional. L'aigua alliberada flueix primer per una conca tranquil·la i després per l'estreta i rocosa vall del riu Tryweryn. Aquest tram del riu ofereix instal·lacions per fer piragüisme d'aigües braves a nivell internacional i ràfting al Canolfan Tryweryn. Com que el propòsit principal de l'embassament és augmentar els cabals baixos del riu Tryweryn al Dee, les millors condicions per a aquest propòsit es donen durant els períodes de sequera a l'estiu, i és quan es produeix el màxim d'alliberament d'aigua. Normalment, la presa allibera entre 9 i 11 m³/s, tot i que s'han conegut pics puntuals mínims de fins a 2 m³/s i màxims de fins a 16 m³/s. Durant les estacions humides, les emissions solen reduir-se a un flux de manteniment mínim. Les quatre turbines generadores d'electricitat són propietat de Dŵr Cymru i generen uns 4,38 MW.

## Repercussió en el transport

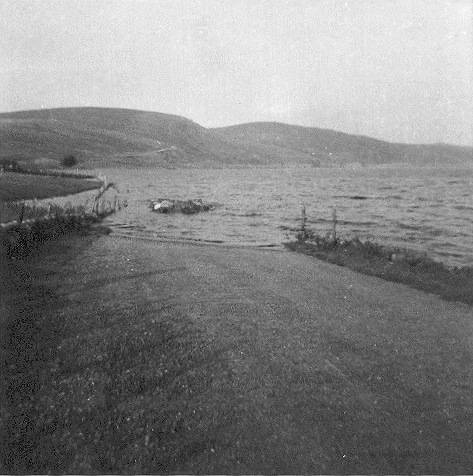
Antiga carreter B4391 desapareixent a l'extrem occidental del Llyn Celyn l'agost de 1965.

La construcció de l'embassament també va contribuir al tancament final de la línia de tren de Bala a Blaenau Ffestiniog. Els trens de passatgers havien deixat de circular l'any 1960, i l'últim tren de mercaderies va tancar l'any següent. Posteriorment, la línia va ser inundada pel llac. De fet, el Consell de l'ajuntament de Liverpool havia planejat una desviació del ferrocarril, però mai es va arribar a construir perquè la Comissió de Transport Britànica havia decidit tancar la línia. Com a resultat d'això, el Consell de l'ajuntament va decidir contribuir al cost de la nova carretera principal, l'A4212, que es va construir al voltant de la vora nord de l'embassament.